# Loxosceles reclusa
Loxosceles reclusa (лат.) (англ. brown recluse — коричневый паук-отшельник) — вид аранеоморфных пауков из семейства Sicariidae. Распространён в центральной и южной части США. Яд опасен для здоровья человека, вызывая локсосцелизм.

## Внешний вид
Размах ног составляет 6—20 мм, самки чуть крупнее. Тело окрашено в коричневые, серые или тёмно-желтые тона. Спинная сторона головогруди обычно несёт тёмный рисунок, напоминающий скрипку (гриф направлен к заднему концу тела). Наличие такого рисунка не уникально для данного вида, причём распространено не только среди близкородственных форм, но и у представителей других семейств (например, пауков-сенокосцев).

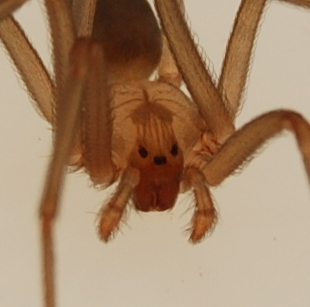
Головогрудь Loxosceles reclusa. Видны три пары глаз и рисунок, напоминающий скрипку

В отличие от большинства пауков, имеющих восемь глаз, данный вид характеризуется наличием шести глаз, организованных в три пары: одну медиальную и две боковые. От других пауков с шестью глазами (семейство Scytodidae) отличает отсутствие цветных узоров на брюшке и конечностях. Брюшко покрыто короткими волосками. Ноги несколько светлее в сочленениях.
Лапки у паука-отшельника широко расставлены, если тот находится на плоской поверхности, однако, будучи потревожен, он принимает защитную позицию: втягивает передние лапки, поднимает педипальпы и вытягивает задние лапки для броска.

## Жизненный цикл
Паук откладывает яйца в коконы белого цвета и хранит их в хорошо укрытых местах. Каждый кокон имеет диаметр примерно 7,5 мм и содержит от 40 до 50 яиц. Детёныши пауков сбрасывают хитиновый покров от пяти до восьми раз до взросления. Сброшенный покров очень прочен и может быть использован для идентификации опытными арахнологами. Коричневый паук-отшельник живёт от двух до четырёх лет.

## Образ жизни
Днём коричневый паук-отшельник прячется под камнями и корягами, в расщелинах и норах мелких животных, а ночью охотится на других пауков и насекомых. В своих жертв он впрыскивает яд, который оказывает гемолитическое и некротоксическое воздействие. В отличие от большинства пауков, коричневый паук-отшельник по ночам покидает свою паутину. Самцы проводят большую часть времени охотясь, в то время как самки предпочитают находиться ближе к своим сетям.

## Местообитания
Коричневый паук-отшельник прекрасно себя чувствует в изменённой человеком окружающей среде. Плетёт беспорядочные сети в поленницах дров, а также в сараях, гаражах, подвалах, чердаках, туалетах, межэтажных и перекрытиях, подвесных потолках и в других местах, где есть дерево и полумрак. Также пауки могут встретиться в пустых коробках, обуви, одежде, постельном белье, за картинами и за плинтусами — словом, в тех местах, которые схожи с природными местообитаниями паука-отшельника — древесной корой, норами, расщелинами и т. п. В помещениях с низкой температурой паук стремится к источникам тепла.

## Распространение
Распространение данного вида — от юга Среднего Запада США до Мексиканского залива.
Ареал лежит вдоль линии от юго-востока штата Небраска, через юг Айовы, Иллинойс, Индиану и до юго-запада Огайо.
В южных штатах — от центрального Техаса до западной Джорджии и севера Виргинии.
Родственный вид коричневого паука-отшельника — паук рыжий (Loxosceles rufescens) — водится на Гавайях.
Вопреки слухам, коричневый паук-отшельник не встречается в штате Калифорния — в юго-западной части США и в Калифорнии водятся другие виды из рода Loxosceles.

## Опасность для человека
Коричневый паук-отшельник не агрессивен и на человека нападает редко. Обычно он кусает людей, когда они покушаются на его жизнь и территорию. Большинство людей оказываются укушенными из-за неосторожности и невнимательности при уборке помещений. Обычно это происходит, когда паук попадает под одежду или на постель. Некоторых людей паук кусает прямо в постели, других — когда они надевают обувь или одежду, в которой затаился этот представитель паукообразных. Обычно страдают руки, шея и нижняя часть живота.

### Ядовитый укус

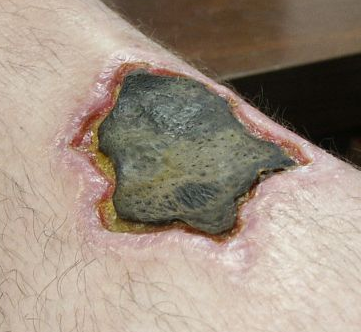
Некроз ткани, вызванный укусом паука

Укус паука очень часто остаётся незамеченным, однако в большинстве случаев ощущения схожи с ощущениями от укола иголкой. Потом в течение 2—8 часов появляются боль и зуд. Далее ситуация развивается в зависимости от количества яда, попавшего в кровь.
Укус коричневого паука-отшельника вызывает ряд симптомов, известных как локсосцелизм. Он характеризуется гангренным струпом на месте укуса, тошнотой, недомоганием, лихорадкой, гемолизом и тромбоцитопенией.
В большинстве случаев укус паука незначителен и обходится без некроза, однако в больших дозах яд способен спровоцировать образование некротической язвы, разъедающей мягкую ткань. В диаметре язва может достигать 25 см и более, а после заживления, которое занимает 3—6 месяцев, остаётся вдавленный рубец.
Прозрачный вязкий яд этого паука содержит эстеразу, щелочную фосфатазу, протеазу и другие ферменты, вызывающие некроз тканей и гемолиз. Основная роль в развитии некроза принадлежит сфингомиелиназе D, которая связывается с клеточными мембранами и вызывает хемотаксис нейтрофилов, тромбоз сосудов и феномен Артюса. В случае некроза подкожной клетчатки заживление может растянуться на 3 года.
В редких случаях характерны системные симптомы: повреждения внутренних органов и, в особо редких случаях, даже смерть; большинство смертельных исходов наблюдается у детей младше семи лет, людей со слабой иммунной системой и пожилых людей.
Причиной смерти могут стать гемолитическая анемия, гемоглобинурия и почечная недостаточность.
В медицинской литературе числятся несколько пауков, укус которых приводит к некрозу. К таковым относятся, например, американский бродячий паук (лат. Tegenaria agrestis) и желтосумный колющий паук (лат. Cheiracanthium punctorium). Однако укусы этих пауков, в отличие от укуса коричневого паука-отшельника, не вызывают таких серьёзных симптомов.

### Первая помощь при укусе
При укусе необходимо в первую очередь сохранять спокойствие и вызвать врача. Следует приложить к месту укуса лёд, иммобилизовать (обездвижить) поражённую конечность. Не накладывать жгут и не выдавливать яд. Для обеззараживания раны стоит применить антисептики, а для снижения боли можно применить сок алоэ. Если возможно, стоит поймать паука в чистый и герметичный контейнер для идентификации паука специалистом.
Существует множество вариантов лечения последствий укуса, имеющих разную эффективность: гипербарическая оксигенация, дапсон, антигистаминные препараты (например, ципрогептадин), антибиотики, декстран, глюкокортикоиды, вазодилататоры, гепарин, нитроглицерин, электрический шок, кюретаж, хирургическое вмешательство и противоядие.
Ни один из этих вариантов не был подвергнут контрольным испытаниям для выявления эффективности. В большинстве случаев последствия укусов проходят без какого-либо медицинского вмешательства.

## Меры предосторожности
Во избежание укуса паука следует:
- тщательно вытряхивать одежду и обувь перед их использованием;
- проверять перед использованием постельные принадлежности и туалет;
- носить перчатки во время переноса дров, лесоматериалов и камней (перед этим стоит проверить сами перчатки);
- убрать коробки из-под кроватей; сами кровати отодвинуть от стен;
- быть внимательным с коробками — пауки нередко прячутся в них.

Санитария:
- своевременно избавляться от мусора, старых коробок и одежды, куч камней и других ненужных вещей;
- навести порядок в туалете, подвале, гараже, на чердаке и в надворных постройках;
- не складывать лесоматериалы напротив дома;
- не допускать наличия в доме мёртвых насекомых, которыми питается паук;

Другие меры:
- использовать клейкую ленту для ловли пауков;
- тщательно протирать пыль и пылесосить в помещениях, чтобы удалить пауков, паутину и паучьи яйца (содержимое пылесборника следует выбрасывать в мусорный контейнер вне дома);
- для уничтожения отдельных особей использовать свёрнутую газету или мухобойку.[11]

### Инсектициды
Существует множество средств для контроля пауков. Некоторые из них предназначены для домашнего использования, в то время как другие — только для лицензированного применения. Если вы обнаружили коричневого паука-отшельника в вашем доме, то будет целесообразно обратиться к услугам профессиональных компаний по борьбе с вредителями.
Исследования показывают, что недавно разработанные пиретроиды (например, цифлютрин, циперметрин и т. д.) в некоторой степени эффективны против коричневого паука-отшельника.
Смачиваемые порошки и микроинкапсулированные формулы «медленного действия» обеспечивают долговременную активность и предпочтительны для использования в качестве эмульсионных спреев.
Обработку инсектицидами следует проводить так, чтобы химикат имел контакт с как можно большим числом пауков и их сетей.
Аэрозоли следует применять к внешнему периметру дома (в том числе под карнизом, патио и досками; за оконными ставнями), плинтусам, углам и другим местам, где предположительно может поселиться паук.
Порошки следует применять к щелям и другим труднодоступным местам, где может прятаться паук.
Аэрозольные агенты, такие как пиретрин, хоть сами по себе и не очень эффективны, всё же способны заставить паука держаться ближе к обработанной поверхности.

## Галерея

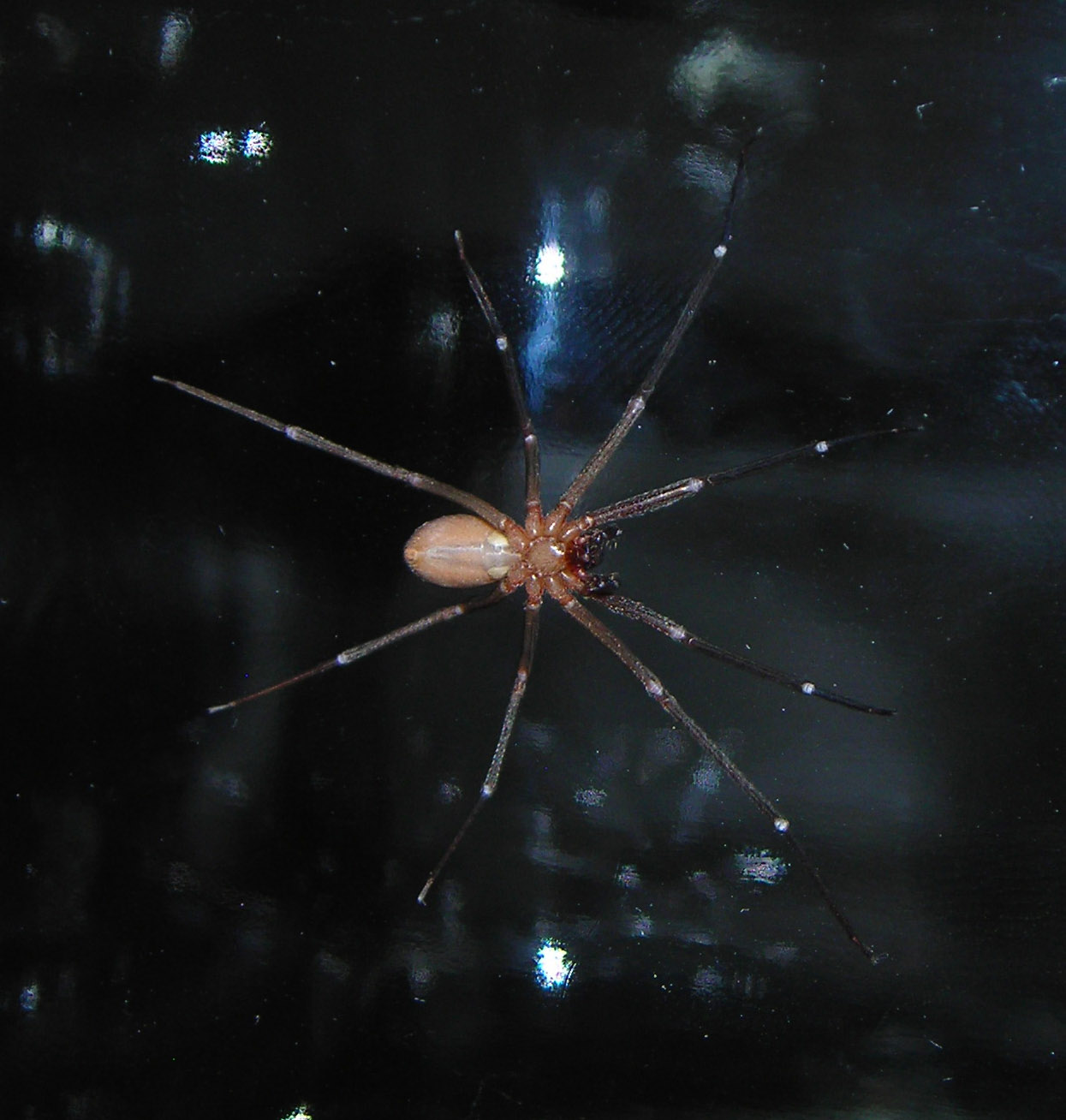
Вид паука снизу
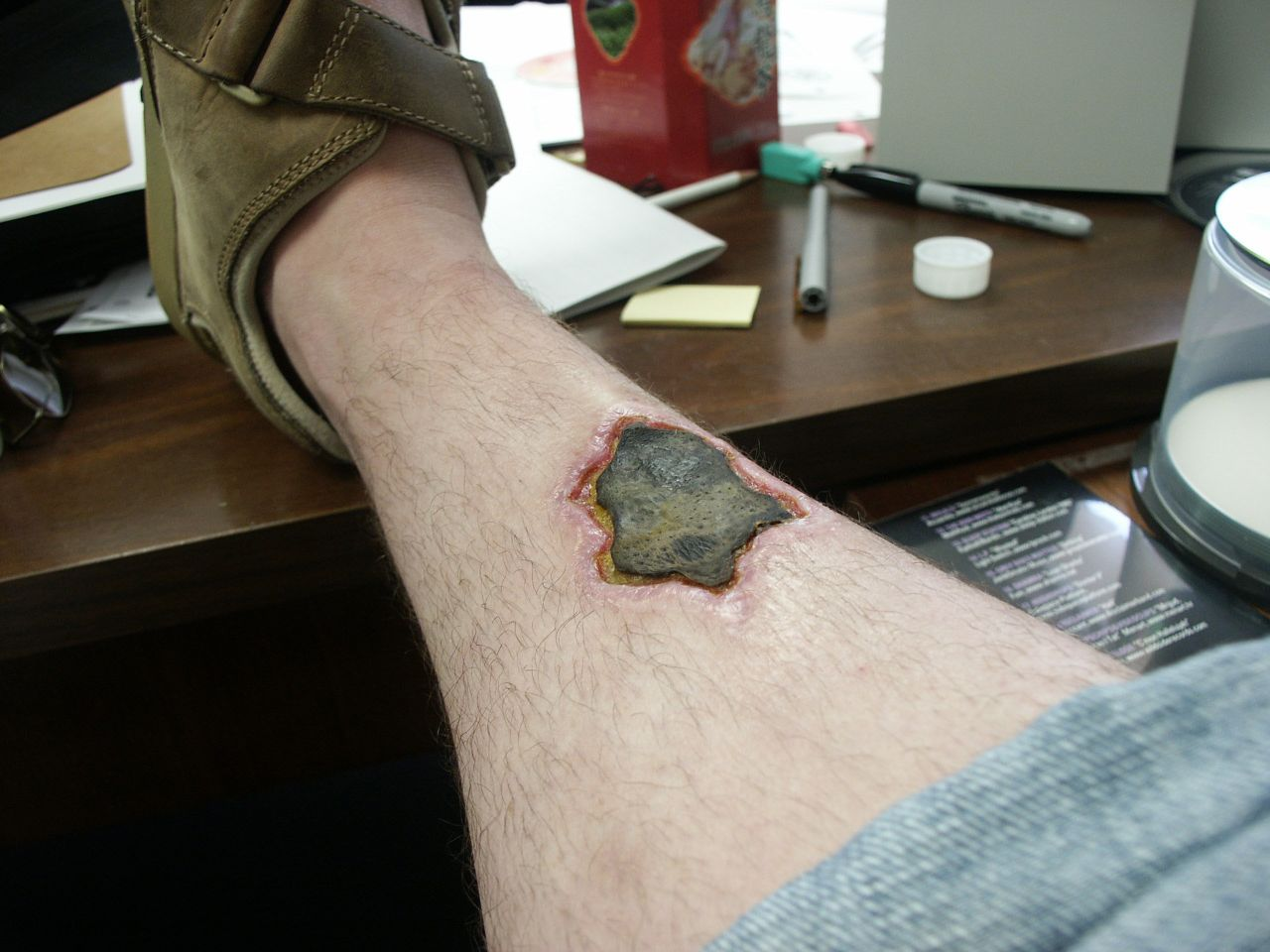
Поражённая кожа ноги